# Cine vrea pielea lui Roger Rabbit?
Cine vrea pielea lui Roger Rabbit (engleză Who Framed Roger Rabbit) este un film de animație din 1988, regizat de Robert Zemeckis și lansat inițial la data de 22 iunie 1988.

## Distribuție
- Bob Hoskins: Eddie Valiant
- Charles Fleischer: Roger Rabbit
- Kathleen Turner: Jessica Rabbit
- Joanna Cassidy: Dolores
- Christopher Lloyd: Judge Doom
- Mary Kay Bergman: Hyacinth Hippo
- John Kassir: Bongo the Gorilla
- Tony Pope: Goofy and the Big Bad Wolf
- Mel Blanc: Daffy Duck, Tweety, Bugs Bunny, Porky Pig and Sylvester
- David L. Lander: Smart Ass
- Jess Harnell: Stupid
- June Foray: Wheezy and Lena Hyena
- Richard Williams: Droopy
- Wayne Allwine: Mickey Mouse
- Russi Taylor: Birds and Minnie Mouse
- Les Perkins: Mr. Toad
- Stubby Kaye: Marvin Acme
- Alan Tilvern: R. K. Maroon
- Richard LeParmentier: Lt LAPD Santino
- Joel Silver: Raoul
- Paul Springer: Augie
- Richard Ridings: Angelo